# Островной мыс (залив Шелихова)
Островно́й — мыс на северо-востоке Охотского моря, разделяющий Гижигинскую губу и залив Шелихова.

## Топоним
Степан Крашенинников называет его Ябугун. К какому языку относится это слово, не установлено. Островным назван незадолго до 1953 года из-за массивного каменистого островка у мыса.

## География
Восточный входной мыс в одноимённый залив, в который впадает река Наслачан. Также является западной оконечностью Гижигинской губы, отделяя её от залива Шелихова. Примерно в 650 метрах юго-восточнее находится безымянный остров. Средняя величина прилива у мыса — 5 метров.
На полуострове, соединяющем мыс с материком, находится метеостанция Шелихова.